# ТЕС Куреймат
ТЕС Куреймат — теплова електростанція в Єгипті, розташована на східному березі Нілу за 75 км на південь від околиць Каїра.
Наприкінці 1990-х на майданчику станції ввели в експлуатацію два класичні конденсаційні енергоблоки з паровими турбінами General Electric потужністю по 627 МВт (Куреймат І).
У 2007—2011 роках спорудили два блоки за технологією комбінованого парогазового циклу. Кожен з них має по дві газові турбіни (Siemens V94.3A та General Electric 9001FA+E для Куреймат II та Куреймат III відповідно) та по одній паровій турбіні, потужність кожної з яких становить 250 МВт. В сукупності це зробило ТЕС Куремат найпотужнішою в Єгипті до появи у другій половині 2010-х трьох гігантських парогазових станцій (ТЕС Буруллус, Нова Столиця та Бені-Суейф).
Як паливо станція використовує передусім природний газ, який спершу подали по газопроводу  Заафарана – Куреймат – Дашур, до якого потім приєднався Газопровід Верхнього Єгипту.